# 22ste uitreiking van de Premios Goya
De 22ste uitreiking van de Premios Goya vond plaats in Madrid op 3 februari 2008. De ceremonie werd uitgezonden op TVE en werd gepresenteerd door José Corbacho.

## Winnaars en genomineerden
| Beste film | Beste regisseur |
| --- | --- |
| - La soledad - Las 13 rosas - El orfanato - Siete mesas de billar francés | - Jaime Rosales — La soledad - Icíar Bollaín — Mataharis - Emilio Martínez Lázaro — Las 13 rosas - Gracia Querejeta — Siete mesas de billar francés |
| Beste acteur | Beste actrice |
| - Alberto San Juan — Bajo las estrellas - Alfredo Landa — Luz de domingo - Álvaro de Luna Blanco — El prado de las estrellas - Tristán Ulloa — Mataharis | - Maribel Verdú — Siete mesas de billar francés - Blanca Portillo — Siete mesas de billar francés - Belén Rueda — El orfanato - Emma Suárez — Bajo las estrellas |
| Beste mannelijke bijrol | Beste vrouwelijke bijrol |
| - José Manuel Cervino — Las 13 rosas - Raúl Arévalo — Siete mesas de billar francés - Emilio Gutiérrez Cava — La torre de Suso - Carlos Larrañaga — Luz de domingo - Julián Villagrán — Bajo las estrellas                                                     | - Amparo Baró — Siete mesas de billar francés - Geraldine Chaplin — El orfanato - Nuria González — Mataharis - María Vázquez — Mataharis |
| Beste debuterend acteur | Beste debuterend actrice |
| - José Luis Torrijo — La soledad - Óscar Abad — El prado de las estrellas - Gonzalo de Castro — La torre de Suso - Roger Princep — El orfanato | - Manuela Velasco — REC - Gala Évora — Lola - Bárbara Goenaga — Oviedo Express - Nadia de Santiago — Las 13 rosas |
| Beste origineel scenario | Beste bewerkt scenario |
| - Bajo las estrellas — Félix Viscarret - Barcelona (un mapa) — Ventura Pons - La carta esférica — Imanol Uribe - Pudor — Tristán Ulloa - La zona — Laura Santullo                                                                                              | - El orfanato — Sergio G. Sánchez - Las 13 rosas — Ignacio Martínez de Pisón - Mataharis — Icíar Bollaín, Tatiana Rodríguez - Oviedo Express — Gonzalo Suárez - Siete mesas de billar francés — Gracia Querejeta, David Planell                                                    |
| Beste Spaanstalige buitenlandse film | Beste Europese film |
| - XXY — Argentinië - La edad de la peseta — Cuba - Mariposa negra — Peru - Padre nuestro — Chili | Niet uitgereikt |
| Beste debuterend regisseur | Beste animatiefilm |
| - Juan Antonio Bayona — El orfanato - Félix Viscarret — Bajo las estrellas - Tom Fernández — La torre de Suso - David en Tristán Ulloa — Pudor | - Nocturna - Azur y asmar - Betizu eta urrezko zintzarria - En busca de la piedra mágica |
| Beste camerawerk | Beste montage |
| - Las 13 rosas — José Luis Alcaine - Bajo las estrellas — Álvaro Gutiérrez - Siete mesas de billar francés — Ángel Iguacell - Oviedo Express — Carlos Suárez                                                                                                   | - REC — David Gallart - Las 13 rosas — Fernando Pardo - El orfanato — Elena Ruiz - Siete mesas de billar francés — Nacho Ruiz Capillas |
| Beste artdirector | Beste productiemanager |
| - El orfanato — Josep Rosell - Oviedo Express — Wolfgang Bumann - Las 13 rosas — Edoy Hidalgo - Luz de domingo — Gil Parrondo | - El orfanato — Sandra Hermida - Luz de domingo — Juan Carmona, Salvador Gómez - Las 13 rosas — Martín Cabañas - Oviedo Express — Teresa Cepeda |
| Beste geluid | Beste speciale effecten |
| - El orfanato — Xavi Mas, Marc Orts, Oriol Tarragó - Las 13 rosas — Carlos Bonmati, Alfonso Pino, Carlos Farudo - Tuya siempre — Licia Marcos de Oliveira, Bernat Aragonés - Siete mesas de billar francés — Iván Marín, José Antonio Bermúdez, Leopoldo Aledo | - El orfanato — David Martí, Montse Ribé, Pau Costa, Enric Masip, Lluis Castell, Jordi San Agustín - El corazón de la tierra — Reyes Abades, Álex G. Ortoll - REC — David Ambid, Enric Masip, Álex Villagrasa - Las 13 rosas — Pau Costa, Raúl Ramanillos, Carlos Lozano           |
| Beste kostuums | Beste grime en haarstijl |
| - Las 13 rosas — Lena Mossum - Lola — Sonia Grande - Luz de domingo — Lourdes de Orduña - El orfanato — María Reyes | - El orfanato — Lola López, Itziar Arrieta - Oviedo Express — Lourdes Briones, Fermín Galán - Las 13 rosas — Mariló Osuna, Almudena Fonseca, José Juez - El corazón de la tierra — José Quetglas, Blanca Sánchez                                                                   |
| Beste filmmuziek | Beste origineel nummer |
| - Las 13 rosas — Roque Baños - Oviedo Express — Carles Cases - Bajo las estrellas — Mikel Salas - El orfanato — Fernando Velázquez | - Fados — Fernando Pinto do Amaral, Carlos do Carmo ("Fado da saudade") - Concursante — Víctor Reyes, Rodrigo Cortés ("Circus Honey Blues") - Cándida — David Broza, Jorge Drexler ("La vida secreta de las pequeñas cosas") - El niño de barro — Daniel Melingo ("Pequeño paria") |
| Beste korte film | Beste korte animatiefilm |
| - Salvador (Historia de un Milagro Cotidiano) — Abdelatif Hwidar - El Pan Nuestro — Aitor Merino - Padam... — José Manuel Carrasco - Paseo — Arturo Ruiz Serrano - Proverbio Chino — Javier San Román                                                          | - Tadeo Jones y el sótano maldito — Enrique Gato - Atención Al Cliente — Juan Galiñanes - El bufón y la infanta — Juan Ramón Galiñanes García - La flor más grande del mundo — Juan Pablo Etcheverry - Perpetuum Mobile — Enrique García, Raquel Ajofrin                           |
| Beste documentaire | Beste korte documentaire |
| - Invisibles - Fados - Lucio - El Productor | - El Hombre Feliz — Lucina Gil - Carabanchel, Un Barrio de Cine — Juan Carlos Zambrana - El Anónimo Caronte — Toni Bestard - Valkirias — Eduardo Soler |
| Ere-Goya | |
| Alfredo Landa | |

## Prijzen per film
| Film                          | Nominaties | Prijzen |
| ----------------------------- | ---------- | ------- |
| El orfanato                   | 14         | 7       |
| Las 13 rosas                  | 14         | 4       |
| Siete mesas de billar francés | 10         | 2       |
| Bajo las estrellas            | 7          | 2       |
| Oviedo Express                | 7          | 0       |
| Mataharis                     | 5          | 0       |
| Luz de domingo                | 5          | 0       |
| La soledad                    | 3          | 3       |
| La torre de Suso              | 3          | 0       |
| REC                           | 3          | 2       |
| El prado de las estrellas     | 2          | 0       |
| Lola                          | 2          | 0       |
| Pudor                         | 2          | 0       |
| El corazón de la tierra       | 2          | 0       |